# Personnages de Marvel : Les Agents du SHIELD

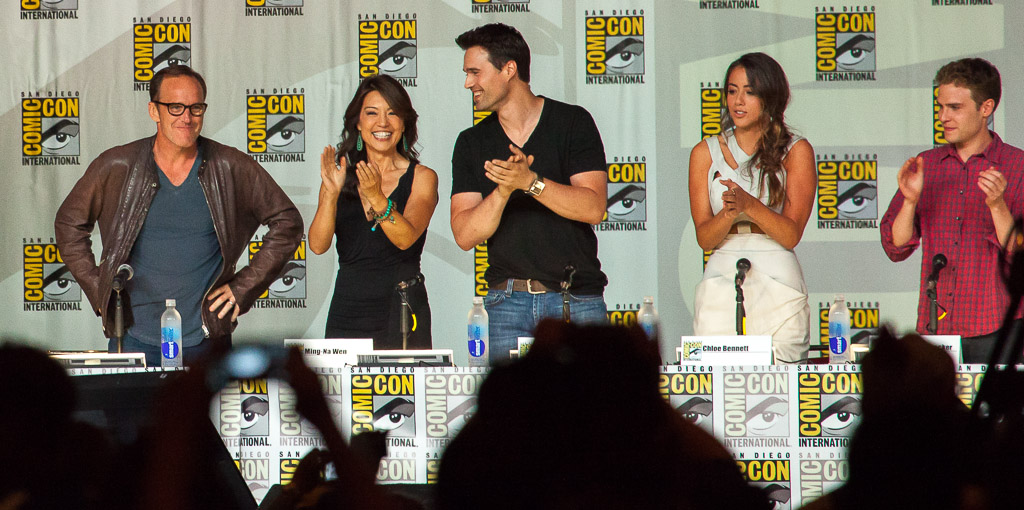
Les Agents du SHIELD

Cet article présente les personnages de la série télévisée américaine Marvel : Les Agents du SHIELD.

## Personnages de la série

### SHIELD

#### Directeurs
Phil Coulson
Après plusieurs missions avec Iron Man, Thor et l'équipe des Avengers, il revient pour former une équipe d'agents spécialisés. Déclaré mort après avoir tenté d'arrêter Loki qui s'évadait de l'héliporteur, il a survécu et aurait passé sa convalescence à Tahiti alors qu'en réalité il a été ressuscité. Il devient le directeur du nouveau SHIELD, avant de laisser son poste à Jeffrey Mace, qui a été nommé par le Président Ellis à la suite des Accords de Sokovie. Il est enlevé par le Dr Radcliffe, remplacé par un LMD, et envoyé dans la "Charpente" où il est un professeur dans une école. Afin de détruire AIDA, il se laisse posséder par le Ghost Rider, ce qui a pour effet de détruire ce qui le maintenait en vie depuis sa résurrection. Devenu mourant, il quitte le SHIELD à la fin de la saison 5.
Jeffrey Mace
C'est le nouveau directeur du SHIELD à la suite des Accords de Sokovie dans la saison 4. Après avoir été pris en cliché par un reporter le montrant sauvant la vie d'une femme lors de l'attentat de Vienne, le gouvernement américain l'a placé au poste de responsable des relations publiques pour redorer leur blason avant de le mettre à la tête de l'agence. Le Général Talbot et les responsables à Washington ont élaboré un mensonge le faisant passer pour un Inhumain possédant des pouvoirs. En fait, il reçoit des injections d'un sérum de synthèse issu d'une amélioration du cocktail chimique de Calvin Zabo. Il porte une sorte d'armure lui conférant une super force lors de missions exceptionnelles. Il est enlevé par le Dr Radcliffe, remplacé par un LMD, et envoyé dans la Charpente où il est "Le Patriote", un véritable Inhumain qui mène la résistance du SHIELD face à HYDRA. Il se sacrifie dans la "Charpente" pour sauver des enfants de l'effondrement d'un bâtiment provoqué par HYDRA, ce qui entraine sa mort dans le monde réel.
Alphonso "Mack" MacKenzie
C'est un Agent du SHIELD, spécialisé en mécanique. Il se lie d'amitié avec Fitz, qu'il n'a connu qu'avec ses facultés amoindries et qu'il surnomme "Turbo". Il travaille également pour la faction du SHIELD dirigée par Gonzales avant la fusion des deux factions. Il est brièvement possédé par le Ghost Rider. Il finit par entamer une relation amoureuse avec Elena Rodriguez. Il est enlevé par le Dr Radcliffe, remplacé par un LMD, et envoyé dans la Charpente où il est un simple civil. À la fin de la saison 5, il devient le nouveau directeur du SHIELD, après la mort de Jeffrey Mace et le départ de Phil Coulson.

#### Agents de terrain
Melinda May
C'est une agent pilote experte en arts martiaux et en armes. Anciennement connue sous le surnom de la « Cavalerie », elle s'est retirée du terrain pour un poste dans l'administration du SHIELD avant de devenir la pilote de l'avion de Coulson. Elle devient alors le bras droit de Coulson et le nouvel officier superviseur de Skye, avant de diriger le STRIKE, l'unité antiterroriste du SHIELD. C'est aussi l'ex femme du Dr Andrew Garner. Elle est enlevée par le Dr Radcliffe, remplacée par un LMD, et envoyée dans la "Charpente" où elle est la no 3 d'HYDRA. Dans la saison 5, elle entame une liaison amoureuse avec Coulson.
Antoine Triplett
C'est le partenaire de Garrett, qui était un agent infiltré d'HYDRA. Loyal au SHIELD, il remplace Ward dans l'équipe de Coulson après sa trahison. Il est tué par l'Obélisque en tentant de sauver Skye. Il réapparaît dans la "Charpente" comme prisonnier d'Hydra libéré par la Résistance du SHIELD.
Victoria Hand
C'est une haute dirigeante du SHIELD. Responsable du Hub, un centre de commandement du SHIELD, elle ordonne une vaste offensive en Ossétie du Sud et réagit rapidement et efficacement lors de l'attaque d'HYDRA, permettant au Hub de rester non-compromis. Lors de la capture de Garrett et alors qu'elle l’emmène en prison, elle propose à Ward de l'éliminer mais c’est elle qui est tuée. Elle réapparaît dans la saison 7 en 1983 où elle est l'une des agents du SHIELD chargé par Enoch de protéger un 0-8-4. Après la victoire contre les Chronicoms, elle reste agent du S.H.I.E.L.D sous les ordres de Deke Shaw.
Bobby Morse
C'est une agent infiltrée au sein d'HYDRA, membre important de la sécurité de l'organisation et l'ex-femme de Lance Hunter. Elle sauve Jemma Simmons, également infiltrée, des griffes des interrogateurs. Elle travaille en réalité pour la faction parallèle du SHIELD menée par Robert Gonzales avant la fusion des deux SHIELD. Après une mission, qui visait à sauver le Premier Ministre russe Dimitri Olshenko et qui a mal tourné, et n'échappant à l'exécution que grâce à l'intervention du Président Ellis et la survie d'Olshenko, elle quitte le SHIELD.
Isabel Hartley
C'est un agent qui a des contacts avec des mercenaires et qui vient renforcer le nouveau SHIELD. Elle et son équipe sont tués par Carl Creel au cours d'une mission.
Lance Hunter
C'est un mercenaire, ancien lieutenant au sein des SAS, et le seul survivant du groupe de Hartley. Il est également l'ex-mari de Bobby Morse. Après une mission, qui visait à sauver le Premier Ministre russe Dimitri Olshenko et qui a mal tourné, et n'échappant à l'exécution que grâce à l'intervention du Président Ellis et la survie d'Olshenko, il quitte le SHIELD. Il revient dans la saison 5 sauver Fitz - qui avait été capturé par HYDRA - et emmène Robin Hinton en sécurité lorsque Enoch ne peut plus assurer leur protection.
Robert Gonzales
C'est un agent du SHIELD qui dirige une "faction parallèle" du nouveau SHIELD. Il s'oppose à Coulson principalement sur la politique de transparence de l'organisation, considérant que les secrets du SHIELD ont causé sa perte. Il lance un assaut sur le QG de l'Agent Coulson pour le neutraliser, persuadé qu'il va provoquer la perte du nouveau SHIELD en adoptant les méthodes de Nick Fury. Il accepte finalement de fusionner les deux factions du SHIELD pour faire face à HYDRA. Il représente le SHIELD dans les négociations avec les Inhumains, mais il est tué par Jiaying afin de simuler une attaque du SHIELD.
Agent Weaver
C'est la directrice de l'académie du SHIELD. Elle allait être exécutée, de même que plusieurs aspirants, par HYDRA quand la faction de Gonzales est intervenue et les a sauvé. Elle partage le point de vue de Gonzales sur la politique de transparence et sur Coulson, et apporte sa contribution à l'assaut sur le QG de Coulson de façon à ne provoquer aucune perte dans les deux camps. Elle tient Fitz et Simmons en particulièrement haute estime. Elle est promue provisoirement aux commandes de l'Illiade, le porte-avions du SHIELD
Michael "Mike" Peterson
C'est un ancien ouvrier qui, après un grave accident, s'est vu proposer par Raina (et par HYDRA) de devenir cobaye pour un sérum qui devait le rendre surhumain. Il accepta, mais le sérum instable faillit le tuer. Sauvé par le SHIELD, il rejoint ses rangs avant qu'HYDRA ne l'oblige à trahir l'organisation en prenant son fils en otage. Après avoir été à nouveau gravement blessé, HYDRA le transforme en Deathlok. Il est libéré de l'emprise d'HYDRA par l'équipe de Coulson. Après l'effondrement du SHIELD, il mène plusieurs missions pour le compte de Coulson. Il revient l'aider à échapper à la faction parallèle du SHIELD de Gonzales et à retrouver Skye en infiltrant HYDRA avec l'aide de Ward. À nouveau capturé par HYDRA, il subit des expériences chirurgicales, mais est à nouveau sauvé par l'équipe de Coulson. Il revient dans la saison 5 afin d'aider Coulson à fermer une brèche dimensionnelle.
Agent 33
De son vrai nom Kara Palamas, c'est une agent du SHIELD qui a subi un lavage de cerveau par HYDRA. Elle porte un masque afin d'usurper l'identité de Melinda May, mais sa mission tourne mal et voit le masque greffé sur son visage, ce qui la rend progressivement folle. Au départ loyale envers Whitehall, elle sauve Grant Ward après la mort du directeur d'HYDRA. Elle tombe amoureuse de lui lorsqu'il lui montre qu'il se moque de son apparence et qu'il lui montre le chemin de la guérison de la folie qui menaçait de la perdre. Elle tente de se venger de Bobby Morse quand elle apprend qu'elle l'avait involontairement vendue à HYDRA, mais piégée par May, elle est accidentellement abattue par Ward.
Damon Keller
Il s'agit d'un agent du STRIKE, et le second de Melinda Mey. Quand les choses vont mal entre Mack et Héléna, il se rapproche de cette dernière, jusqu'à entamer une brève liaison sentimentale. Il est contaminé par une créature extraterrestre qui le possède brièvement avant d'être tué par Héléna pour l'empêcher de détruire la base du SHIELD.
Agents Koenig
Les Agents Koenig sont des agents chargés de garder les bases secrètes d'urgences du SHIELD. Erik est tué par Ward.

#### Scientifiques
Leo Fitz
C'est un scientifique spécialisé dans la technologie et les armes, considéré comme un génie dans le milieu. Au début de la deuxième saison, ses facultés cérébrales sont amoindries après un accident. Lui et Jemma commencent une relation amoureuse à partir de la saison 3, aboutissant à leur mariage dans la saison 5. Dans la saison 4, il est enlevé par le Dr Radcliffe, remplacé par un LMD, et envoyé dans la "Charpente" où il est le Docteur, no 2 d'HYDRA et amant d'AIDA/Madame HYDRA. Dans la saison 5, il est capturé par la Brigadière-Général Hale, la dernière dirigeante infiltrée d'HYDRA, mais parvient à s'échapper. Il rejoint son équipe dans le futur en se plaçant en sommeil cryogénique, et parvient à la ramener Il est révélé qu'il souffre d'un dédoublement de la personnalité, voyant et devenant le Docteur. Il est tué durant la bataille finale entre le Général Talbot et Daisy mais se révéle toujours vivant vu que c'est le futur Fitz, celui qui est resté endormi pendant 73 ans, qui est mort. Le Fitz du présent est retrouvé et ramené sur Terre durant la Saison 6. Il a une fille avec Jemma.
Jemma Simmons
C'est une scientifique spécialisée dans la biologie, que ce soit alien ou humaine. Elle entretient une relation ambiguë avec Leo. Au début de la deuxième saison, elle entame une infiltration chez Hydra, et dans la troisième saison, elle entame une liaison amoureuse avec Leo et ils se marient dans la saison 5. Elle a une fille avec lui.
Dr Franklin Hall
C'est un éminent scientifique, qui a été le directeur de thèse de Fitz et de Simmons. Il est considéré comme tellement précieux par le SHIELD que l'organisation le déplace en permanence. Il se laisse enlever par Ian Quinn, son vieil ami, pour retourner ses prototypes basés sur le gravitonium contre lui et tenter de le tuer, puis est arrêté par l'agent Coulson. Il réapparaît dans la saison 5 où son esprit est piégé dans le gravitonium.
Dr Marcus Benson
C'est un professeur universitaire sur le déclin après le décès de son mari. Il est recruté par le SHIELD pour diriger le département scientifique de l'agence en l'absence de Fitz et Simmons.

### HYDRA
Daniel Whitehall
Ayant pour véritable identité Général Werner Reinhart, c'est un membre d'origine d'HYDRA, lieutenant de Crâne Rouge durant la Seconde Guerre Mondiale. Directeur de l'organisation dans la saison 2, il est fasciné par un objet d'origine alien (un "0.8.4") nommé l'Obélisque, et tente à plusieurs reprises de détruire ce qui reste du SHIELD, notamment en recourant aux opérations false flag, afin de faire accuser l'organisation de crimes qu'elle n'a pas commis. Il est abattu par Coulson. Malgré sa mort, ses actions ont des conséquences sur l'entièreté de la série.
Sunil Bakshi
C'est le responsable de la sécurité d'HYDRA et le bras droit de Whitehall. Il va sur le terrain à plusieurs reprises pour le compte d'HYDRA. Grant Ward le piège et le livre au SHIELD, où il tente vainement de se suicider. Coulson le manipule pour éliminer les dirigeants d'HYDRA avant de le livrer à Talbot. C'est finalement Grant Ward qui le fait évader et lui fait faire un lavage de cerveau pour en faire son homme de main. Il se sacrifie pour sauver Ward d'une tentative de meurtre de Jemma Simmons. Il réapparaît dans la "Charpente" en tant que principal présentateur télévisé de la propagande d'HYDRA.
Grant Ward
C'est un soldat parfait très asocial, qui faisait partie de l'équipe de Coulson. Il ne s’entend pas beaucoup avec ses collègues, formé pour des missions en solitaire. Il est également l'officier superviseur de Skye et entame une relation amoureuse avec celle-ci. Dans sa jeunesse, il était battu tout comme son petit frère par son grand frère et ses parents. Il prend la direction d'HYDRA dans la troisième saison. Tué par Coulson pour avoir abattu Rosalind Price, il est possédé par une entité extra-terrestre, Alveus. Son corps est définitivement détruit par l'explosion de l'ogive nucléaire que l'Inhumain comptait utiliser pour transformer l'humanité en Inhumains. Il réapparaît dans la "Charpente" en tant qu'agent de la résistance du SHIELD infiltré chez HYDRA et est effacé lors de sa destruction.
John Garrett
C'est un agent infiltré au sein du SHIELD qui était chargé d'enquêter sur le projet Deathlok. Il fait équipe avec Coulson pour traquer l'Extralucide, un adversaire qui semble capable de prévoir tous les mouvements du SHIELD. Il s'avère être l'Extralucide lui-même, utilisant ses accréditations pour s'assurer qu'il n'est pas démasqué. Il a recruté Ward pour HYDRA et était le tout premier cobaye du projet Deathlok. Il est brutalement exécuté par Coulson à la fin de la saison 1.
Dr List
C'est le second du Baron Strucker. Après la mort de Withehall et l'élimination du directoire d'HYDRA, ils prennent tous deux la tête de l'organisation. Il mène des expérimentations sur des humains pour tenter de créer des méta-humains. Alors que Strucker est arrêté par les Avengers en Sokovie, List voit sa base personnelle en Arctique attaquée et est tué en Sokovie par Tony Stark / Iron Man.
Werner Von Strucker
C'est le fils du Baron Strucker. Il se fait enrôler de force dans HYDRA par Grant Ward dès le début de la saison 3. Il est infiltré auprès du Dr Gardner, dans le but de le tuer pour faire souffrir sa femme, l'Agent May. Cependant, Andrew Gardner se transforme en Lash et massacre l'équipe envoyé pour le tuer, à l'exception du jeune Werner, qui s'enfuit et vient demander de l'aide à Gidéon Malik. Mais ce dernier le trahit, et Werner Von Strucker est torturé par les hommes de Grant, mais il est sauvé par May, à qui il révèle la vérité sur Gardner avant de sombrer dans le coma. Coulson le sort brièvement du coma afin d'avoir des informations sur la manière de trouver Gideon Malick. Dans la saison 5 il travaille toujours pour HYDRA et en collaboration avec le Général Hale, dernière leader encore en vie et sa fille Ruby, son amour d'enfance. Mais il est tué accidentellement par cette dernière quand elle essaie d'absorber le Gravitonium pour devenir la Destructrice des Mondes.
Gideon Malick
Un industriel, membre d'HYDRA qui a infiltré le Conseil de Sécurité Mondial (on peut voir son ombre dans le film Avengers). Excellent ami du Baron Strucker, il est contacté par le fils de ce dernier qui lui demande de l'aide face à Grant Ward. Mais considérant le garçon comme une menace, il le vend à Ward pour l'empêcher de parler. Impressionné par les talents du nouveau directeur d'HYDRA, il consent à expliquer à Ward les véritables buts et origines d'HYDRA, à savoir ramener Alveus sur Terre - dont il a été exilé par les Inhumains il y a des milliers d'années - pour qu'il y règne en maître, et le charge de mener la mission à bien. Il se met au service de l'Inhumain, mais il a de plus en plus de mal à suivre ses ordres au fur et à mesure que son influence au sein de HYDRA diminue, jusqu'à ce que sa fille soit tuée par Alveus. Capturé par le SHIELD, il leur permet de détruire l'entièreté d'HYDRA. Alveus le fait finalement tuer par Daisy, dont il a pris le contrôle.
Stephanie Malick
La fille de Gideon Malick. Elle est très croyante quant à la mission originelle d'HYDRA de ramener Alveus. Elle convoque le premier cercle d'HYDRA sur ordre de l'Inhumain. Elle soutient son père quand il voit sa foi vaciller à la suite de la diminution de son influence au sein d'HYDRA. Alveus la tue pour donner une leçon et un avertissement à Gideon Malick, qui se retourne contre lui.
Brigadier-Général Hale
Il s'agit de la dernière dirigeante d'HYDRA ainsi que l'élève/héritière spirituelle de Daniel Whitehall, infiltrée au sein de l'Armée de l'Air américaine. Après la tentative d'assassinat contre Talbot et alors qu'elle est chargée de traquer le SHIELD, elle récupère le Général Talbot et le torture tout en lui faisant un lavage de cerveau. En outre, elle passe un accord avec plusieurs races aliens réunies au sein de "la Confédération", leur fournissant des Inhumains et du gravitonium en échange de leur protection contre Thanos, et relance le projet "Destructrice des Mondes", abandonné avec la mort de Whitehall. Ce projet, qui donne naissance à Carl Creel, consiste à injecter sa propre fille avec du gravitonium pour en faire l'arme la plus puissante de l'humanité. Malheureusement, elle perd sa fille et sera finalement exécutée par Glenn Talbot, qui s'était injecté le gravitonium et est devenu Graviton.
Ruby Hale
La fille du Général Hale. Elle était destinée à être infusée avec du gravitonium et à devenir la "Destructrice des Mondes", mais sa mère lui préfère Daisy Johnson, ce qui provoque une jalousie. Quand Coulson et Talbot s’enfuient, elle les traquera mais est vaincue par Daisy. Convaincue par Werner Von Strucker, qui devient son amant, elle se retourne contre sa mère et absorbe partiellement du gravitonium, mais elle ne supporte pas les effets secondaires de l'expérience et est finalement exécutée par Elena Rodriguez, qui se venge d'elle pour lui avoir coupé les mains lors d'une mission.

### Inhumains

#### Outre-Monde
Les Inhumains d'Outre-Monde sont des Inhumains qui se sont retirés aux confins du monde avant d'entrer en conflit avec le SHIELD
Raina
Une jeune femme, experte en manipulation et fascinée par le surnaturel. Elle travaille d'abord pour HYDRA, avant de se mettre au service du père de Skye. Une fois ses pouvoirs d'inhumaine révélés, elle ne peut supporter les changements physiques que ceux-ci ont provoqués et tente de se suicider mais est sauvée par Gordon. Elle se révéle avoir des dons de voyance et voit le plan de Jiaying pour s'attaquer au SHIELD, et cette dernière la tue pour l'empêcher de parler.
Gordon
Un Inhumain qui a le don de téléportation. Il a pour mission de rassembler les Inhumains qui viennent de découvrir leurs pouvoirs afin qu'ils apprennent à les contrôler. Il aide Jiaying dans son plan visant à faire croire aux Inhumains que le SHIELD veut les détruire. Il se tue accidentellement en se téléportant sur une pointe, tenue par Leo Fitz, qui l'empale. Dans la réalité alternée de la Saison 7, lui et Jiaying deviennent les alliés du SHIELD pour contrer la menace de Nathaniel Malick et Kora (l'autre fille de Jiaying).
Jiaying
La dirigeante des Inhumains d'Outre-Monde, et la mère de Skye, qu'elle prend pour apprentie. Elle a le don de longévité et de régénération, qu'elle obtient en vampirisant la force vitale d'une victime jusqu'à ce que mort s'ensuive. Elle a été massacrée par Whitehall, mais Calvin put la soigner suffisamment pour que ses dons puissent prendre le relais. Elle déclenche une guerre contre le SHIELD mais est tuée par son mari alors qu'elle s’apprêtait à tuer sa fille. Dans la réalité alternée de la Saison 7, elle et Gordon deviennent les alliés du SHIELD pour contrer la menace de Nathaniel Malick et Kora (l'autre fille de Jiaying).

#### Ruche
Il s'agit des Inhumains d'HYDRA
Alveus
Le tout premier Inhumain qui fut créé par les Krees, ayant pour vocation de diriger les autres Inhumains. Il s'agit d'une forme de vie parasitaire, qui prend le contrôle des autres Inhumains en les infectant, formant ainsi la Ruche. Il a mené la révolte contre les Krees, les chassant de la Terre, avant d'être lui-même exilé sur Maveth. Il s'est emparé de nombreux cadavres, parmi lesquels Nathaniel Malick, le frère de Gideon, Will Daniels, un astronaute, et le dernier étant Grant Ward. Il tente de transformer la population mondiale en Inhumain en dispersant une formule améliorée (au sang de Kree) de tératogène grâce à une tête nucléaire, mais il est arrêté par Lincon, qui se sacrifie pour emmener Alveus et l'ogive dans l'espace, où ils trouvent tous les deux la mort.
Alisha Withley
À l'origine une Inhumaine d'Outre-Monde, qui participa à la guerre de Jiaying contre le SHIELD. Possédant le don de se cloner, elle eut pour tâche de sécuriser en même temps plusieurs points stratégiques du porte-avions de l'agence, l'Illiade. Après la défaite des Inhumains d'Outre-Monde, et leur traque par Lash, elle tente de prévenir ceux qu'elle connaissait avec l'aide de Coulson, mais le clone qu'elle avait envoyé est exécuté avec deux de ses amis par l'Inhumain. Infectée par Alveus, elle rejoint la Ruche jusqu'à son exécution définitive des mains des Krees.
Hellfire
De son vrai nom JT James, c'est un Australien particulièrement vantard, qui vit en marginal paranoïaque (il a installé un champ de mines autour de son habitation). Après sa transformation, il obtient la capacité d'enflammer les objets qu'il touche, voire de les transformer en bombe et prend le nom de Hellfire. Après la mort d'Alveus, qui l'avait assimilé, il est placé sous contrôle du SHIELD, mais se rallie aux Watchdogs et leur donnera les moyens de traquer les autres Inhumains afin de survivre. Il est capturé par Ghost Rider et remis au SHIELD.
Giyera
Un agent d'HYDRA, responsable de la sécurité de Gideon Malick, qui a été transformé en Inhumain après la dispersion du tératogène dans les océans. Il dispose de capacité télékinétiques sur les objets non-organiques et s'en sert pour éliminer l'agent Banks. Son infection par Alveus l'intègre dans la Ruche. Il est abattu par Fitz, qui avait adapté le camouflages des Quinjets à son pistolet.
Lucio
Ancien détenu de nationalité colombienne, il devient inhumain après la contamination des océans par le tératogène. Son regard peut pétrifier temporairement ceux qui le croisent, à l'exception d'Alveus. Enlevé par Hydra, il rejoint la Ruche. Il est tué par Guttierez alors qu'il tente d'empêcher les agents du SHIELD capturés de s'évader.

#### Secrets Warriors
Les Secrets Warriors sont une équipe d'Inhumains travaillant pour le SHIELD.
Daisy « Skye » Johnson / Quake
Une civile hacker un peu maladroite, fan des super-héros. Membre du groupuscule « Rising Tide » qui cherche à dévoiler les secrets de l'agence, elle mène « son combat » contre celle-ci. Lorsqu'elle est repérée, l'agent Coulson lui propose de travailler pour eux, ce dernier lui accordant une certaine confiance puis elle rejoint son équipe. Plus tard, elle découvre que son père est vivant et que son vrai nom est Daisy Johnson. Après avoir approché l'Obélisque, elle acquiert des super pouvoirs dont celui de contrôler les vibrations pour créer des séismes. Elle tombe amoureuse de Lincoln Campbell, un autre inhumain. Elle prend la tête des Secrets Warriors, mais après la mort de Lincoln, elle quitte le SHIELD afin de combattre les Watchdogs. Elle est réintégrée après avoir signé les Accords de Sokovie.
Lincoln Campbell
Un Inhumain qui a le don de manipuler les champs électromagnétiques et qui est un petit génie. Il est le transiteur de Skye, c'est-à-dire qu'il joue le rôle d'évaluateur pour lui trouver un guide. Après que l'offensive des inhumains d'Afterlife sur le SHIELD ait été repoussé, il tente de vivre une vie civile jusqu'à ce que sa nature soit révélée et que l'ATCU tente de le capturer. Après avoir permis de révéler l'identité de Lash, il intègre le SHIELD et fait partie des Secrets Warriors. Il meurt en sauvant tout le monde de l'explosion d'une ogive créée pour transformer les humains en Inhumains.
Joez Guttierez
Un humain qui a été transformé en Inhumain lors de la contamination des océans par le tératogène. Il est exfiltré par le SHIELD alors que l'ATCU tente de le capturer. Il a la capacité de faire fondre les métaux. Il rejoint l'équipe des Secret Warriors.
Elena "Yo-Yo" Rodriguez
De nationalité colombienne, elle a elle aussi été transformée en Inhumaine après la contamination des océans. Elle la capacité de se déplace à des vitesses extrême. Très pieuse, elle est convaincue qu'elle a obtenu son don de Dieu, et elle s'en sert pour lutter contre la criminalité dans sa ville. Sur le point d'être capturée par HYDRA, elle est sauvée par le SHIELD et rejoint les Secrets Warriors. Elle entame une relation amoureuse avec Al Mackenzie. Dans la saison 5, elle est amputée de ses 2 mains par Ruby Hale qui les lui coupe. Elle se venge en la tuant après que celle-ci a absorbé 8% du Gravitonium et qu'elle est devenue folle.
Andrew Gardner
L'ex-mari de Melinda May. Il est psychologue et a mené diverses évaluations psychologiques de méta-humains pour le compte du SHIELD. Il cesse toute collaboration après la mission au Bahreïn qui a changé son ex-femme, mais accepte d'évaluer Skye à la demande de l'Agent Coulson et de Melinda May. Coulson lui demande de s'occuper également des Inhumains et lui donne le livre de Jiaying où ils sont répertoriés. Seulement, le livre change Andrew lui-même en Inhumain. Il pense alors devoir éliminer tous les Inhumains qu'il juge dangereux en se transformant en Lash. Mais sa véritable raison d'être un inhumain est de sauver la vie de Daisy, il le découvre en la sauvant de la soumission d'Alveus. Bien qu'il ait travaillé pour le SHIELD, qu'il s'agisse d'un Inhumain et qu'il peut être finalement assimilé aux Secret Warriors, il n'en fait pas réellement partie. Il est tué par Hellfire, peu après avoir immunisé Daisy.

#### Non-alignés
Vijay Nadeer
C'est le frère de la Sénatrice Ellen Nadeer. Il voit sa mère se faire tuer par les Chitauri lors de leur tentative d'invasion de la Terre. Après l'apparition des Inhumains, lui et sa sœur se font une promesse : si l'un des deux devient un inhumain, l'autre le tuera. Il est transformé en Inhumain à la suite de la contamination des océans par le Terratogène et reste sept mois dans son cocon. une fois sorti, il découvre qu'il est capable de se déplacer à grande vitesse, mais il est exécuté juste après par sa sœur. Il réapparaît dans la Charpente, où il est un prisonnier d'Hydra qui devient un cobaye du Docteur.
Charles Hinton
Inhumain infecté par la dispersion du Terratogène dans les océans, son pouvoir  estde voir la mort de tous ceux qu'il touche. Il s'arrange pour que le SHIELD débarque sur une intervention d'HYDRA. Ayant vu la mort de Daisy Johnson, il se sacrifie pour la sauver.
Robin Hinton
Inhumaine capable de voir l'avenir, comme son père, elle voit la destruction de la Terre par le Général Glenn Talbot devenu Graviton et en avertit Enoch pour qu'il prenne les mesures afin de sauver l'humanité.

### ATCU
Il s'agit d'une organisation créé pour faire face à la prolifération des Inhumains. L'acronyme signifie Agence Tactique de Confinement d'Urgence (Advanced Threat Containment Unit en VO).
Rosalind Price
La première directrice de l'ATCU. Elle fait placer les Inhumains en stase en attendant de trouver une contre-mesure au Terratogène, mais elle est manipulée par Gideon Malick. Elle entame une relation amoureuse avec Coulson, mais elle est abattue par Grant Ward peu après qu'elle découvre la vérité sur Malik. Elle est remplacée par Glenn Talbot à la tête de l'ACTU.
Luther Banks
Il s'agit du bras droit de Rosalind Price, et chef des opérations sur le terrain. Il tente vainement de capturer Joez Guttierez, un simple citoyen transformé en Inhumain à son insu, de même que Lincon avant qu'un accord entre Rosalind et Coulson n'intervienne. Quand Bobby et Hunter découvrent l'infiltration de l'ACTU par HYDRA, il les exfiltre. Après l'assassinat de Price, il associe l'ATCU au SHIELD pour retrouver Gideon Malick, mais les deux agences sont manipulées pour envoyer une équipe avec Fitz et Simmons dans un hangar désaffecté où HYDRA les prend en embuscade. Il est exécuté par Giyera.
Brigadier-Général Glenn Talbot
Un officier de l'Armée de l'Air américaine, qui est déterminé à traquer ce qui reste du SHIELD et d'HYDRA. Cependant, il accepte de collaborer ponctuellement avec l'équipe de l'agent Coulson. Après la mort de Rosalind Price, il est nommé à la tête de l'ATCU et collabore plus activement avec le SHIELD, même si c'est à contrecœur. Il représente les États-Unis avec Coulson, qui est présenté comme consultant de l'ATCU, dans un sommet qui vise à trouver une réponse face à l'apparition des Inhumains ; commande l'offensive qui anéantit Hydra et aide Coulson à se procurer les codes d'annulation nucléaire quand Alveus s'empare d'une ogive nucléaire et prend le contrôle d'un silo à missile. Il aide également Jeffrey Mace à se faire passer pour un inhumain, grâce à une version améliorée du sérum de Calvin Zabo. Il fait l'objet d'une tentative d'assassinat de la part d'un LMD, (à l'image de Daisy Johnson), mais il y survit, bien que plongé dans un profond coma. Dans la cinquième saison, il est torturé par la Brigadière-Général Hale, dernière dirigeante d'HYDRA, qui lui fait un lavage de cerveau afin qu'il trahisse son camp. Dévasté par l'ampleur de sa trahison et désespéré de réparer ses torts, il s'injecte du gravitonium et devient Graviton pour sauver le SHIELD d'une attaque alien et protéger le monde de l'attaque de Thanos ; mais en réalité, dans sa quête de plus de pouvoir, il est celui qui provoque la Destruction de la Terre dans le futur que Coulson et son équipe ont visité. Il est finalement tué dans le final de la saison 5 par Daisy Johnson qui le projette dans l'espace, le tuant et empêchant ainsi la Destruction de la Terre.
Carl Creel
Un méta-humain, capable d'absorber à volonté les propriétés des matières qu'il touche. Endoctriné par HYDRA, il massacre l'équipe d'Hartley, ne laissant qu'un survivant. Il est arrêté par l'équipe de Coulson et livré à Talbot. Dans la saison 3 il a été libéré de l'endoctrinement d'HYDRA et est enrôlé dans l'ATCU où il sert en tant que garde du corps du Général Talbot. Il est finalement tué dans la saison 5 par Talbot devenu Graviton.
Lieutenants Lucas et Evans
Assistants du Général Talbot. Trompés par le LMD d'AIDA, ils traquent le SHIELD pour la tentative d'assassinat de leur patron, à laquelle ils ont assisté. Ils passent alors sous les ordres de la Brigadière-Générale Hale. Quand Fitz est arrêté, Evans se charge de l'interroger tandis que Lucas observe ses réactions derrière la vitre sans teint. Quand le jeune technicien s'évade avec l'aide de Lance Hunter, ils sont chargés de capturer les fugitifs, mais échouent et Hale procède alors à leur exécution pure et simple.

### Chiens de Garde
Il s'agit d'une milice qui s'est donné pour but de traquer et d'exterminer les Inhumains et qui est composée d'anciens membres de HYDRA et d'anciens agents du SVR. Elle est notamment soutenue par la Russie après que le Premier Ministre a fait l'objet d'une tentative d'assassinat par un membre de son gouvernement qui était un Inhumain.
Felix Blake
Un agent du SHIELD qui participe à la traque de Deathlok (Mike Peterson). Ce dernier brise son épine dorsale, le rendant paraplégique. Il découvre l'infiltration de HYDRA lors de l'effondrement du SHIELD. Après l'apparition soudaine d'Inhumains au sein de la population, complètement désillusionné, il fonde les Watchdogs. Il passe un accord avec Gideon Malick, couvrant le vol d'une ogive nucléaire en faisant sauter le bâtiment de l'ATCU où elle était stockée en échange d'armes puissantes, ignorant que ces « armes » sont censées être en fait leur transformation en Inhumain.
Tucker Shockley
Un membre important des Watchdogs. Il dirige un groupe qui est chargé d'exécuter Vijay Nadeer, mais la Sénatrice Nadder leur fait faire machine arrière. Bien qu'elle ait tué son frère, des doutes subsistent quant au fait que la Sénatrice ne risque pas de devenir une Inhumaine. Il enlève Billy Koening afin de lui faire dire où est le Darkhold. Il est après chargé par Anton Ivanoff de tester Nadeer au cristal terratogène, mais c'est lui qui se fait transformer en Inhumain. L'explosion de son cocon tue la Sénatrice sur le coup. Son pouvoir est de se transformer en gaz inflammable, d'exploser, et de se régénérer. Il est arrêté et mis en confinement par le SHIELD.
Anton Ivanoff / le Supérieur
Ancien agent du SVR devenu un industriel, c'est le chef de facto des Watchdogs. Il finance le groupe ainsi que la Sénatrice Nadeer et ordonne de tester cette dernière au cristal terratogène afin de vérifier si elle est inhumaine ou non. Motivé par la haine, pour lui, les inhumains ne méritent pas leurs pouvoirs car ils n'ont pas travaillé dur pour les obtenir ni souffert. Il a également comme projet d'assassiner Phil Coulson, qu'il rend responsable de toutes les manifestations aliens en raison de sa présence à chacune d'elles. Il est vaincu et gravement blessé dans un duel avec Daisy, mais AIDA le transforme en LMDs, qui sont détruits par Coulson, May, AIDA, Ghost Rider et Daisy. Après avoir rejoint HYDRA dans la saison 5, il est finalement tué par Elena "Yo-Yo" Rodriguez.

### Laboratoires Momentum
Il s'agit du groupe responsable de l'apparition de phénomènes surnaturels
Joseph Bauer
Le directeur du laboratoire. Il lance un projet visant à créer de la matière à partir de rien, grâce au Darkhold, un artéfact extradimensionnel qu'il cache. Il ordonne la tentative d'assassinat contre les neveux d'Éli Morrow, tentative qui donne naissance au Ghost Rider. Il est capturé et torturé par Eli Morrow, qui cherche à s'approprier le Darkhold, et plonge dans le coma. Il en est tiré par son épouse Lucy, mais ne survit pas aux effets secondaires de son réveil.
Lucy Bauer
C'est l'épouse de Joseph Bauer. Elle a cherché et trouvé le Darkhold avec lui, et l'aide en faisant le lien entre lui et l'équipe de recherche. Elle est transformée en fantôme par Éli Morrow et enfermée durant des années. Une fois libérée, elle cherche à capturer Éli pour redevenir humaine, mais elle est tuée par le Ghost Rider.
Eli Morrow
C'est l'ingénieur du projet, ayant un doctorat en ingénierie. Apprenant l'existence du Darkhold, il cherche à se l'approprier. Il n'hésite pas à transformer l'ensemble de l'équipe de recherche en fantôme puis à torturer Joseph Bauer pour ce faire. Il est condamné à la prison, mais il se laisse capturer par Lucy Bauer afin de finaliser son projet, qui est de se transformer en méta-humain capable de créer à volonté de la matière à partir de rien. Une fois ce stade atteint, il fabrique une arme nucléaire qu'il tente de faire exploser en plein cœur de Los Angeles, mais il est mis en échec par le SHIELD et tué par son propre neveu, Robbie Reyes, qui est également le Ghost Rider.

### Projet LMD
Le Projet LMD (Leurre Mécanique Dupliqué, Life-Model Decoy en VO) est une faction d'androïdes qui se soulèvent contre le SHIELD afin de voler le Darkhold et construire la "Charpente", une version alternative du monde où HYDRA a pris le pouvoir.
Dr Holden Radcliffe
Un scientifique écossais, de la mouvance transhumaniste, ancien employé d'un laboratoire financé par le SHIELD. Alvéus l'enlève pour l'aider à finaliser son projet d'infection de l'Humanité. Il est ensuite capturé par le SHIELD pour tenter d'inverser les effets de ce protocole. Il lance le projet LMD, visant à créer une androïde à partir de son assistante numérique AIDA afin de protéger les agents du SHIELD sur le terrain ; mais ayant découvert le Darkhold et corrompu par celui-ci, il cherche à s'en emparer. Pour ce faire, il fait croire au SHIELD que le Darkhold a rendu AIDA humaine et il enlève l'Agent May pour la remplacer par une androïde chargée d'infiltrer le SHIELD. Il est démasqué par Fitz, mais pas avant qu'il n'ait rejoint les Watchdogs afin de récupérer le Darkhold. Une fois le Darkhold en main, il trouve comment obtenir la vie éternelle et créer la "Charpente", une simulation de réalité dans laquelle la conscience vit éternellement. Il est exécuté par AIDA - qui voyait en lui une menace - et sa conscience sera transférée dans la "Charpente". Il disparaît définitivement quand celui-ci s'effondre.
AIDA
Une assistante numérique conçue par le Dr Radcliffe pour l'aider dans sa vie quotidienne. Il la transforme en androïde afin de servir de rempart pour les agents du SHIELD sur le terrain. Après avoir eu accès au Darkhold, elle cherche à s'en emparer sur ordre du Dr Radcliffe. Afin de protéger son créateur, elle fait diversion, entre autres en faisant croire que le Darkhold l'a rendue bel et bien humaine, et ensuite en laissant son premier exemplaire se faire décapiter par Mackenzie pour faire croire que la menace qu'elle représentait a été contenue. Elle prend le contrôle de la "Charpente" et devient Madame HYDRA, directrice de l'organisation terroriste qui, dans cette réalité alternative, domine le monde. Son seul but est de devenir véritablement humaine afin de ressentir les émotions et de pouvoir entamer une liaison amoureuse avec Fitz ; mais constatant qu'il n'éprouve pas les mêmes sentiments à son égard, elle se révèle incapable de contrôler ses émotions et décide de recréer le monde totalitaire dans la "Charpente" de même que de faire souffrir les membres de l'équipe de Coulson, mais elle est détruite par le Ghost Rider.
LMD May
L'androïde chargée de remplacer May durant sa captivité dans le but de s'emparer du Darkhold. Sa programmation se déroule toutefois de manière inconsciente, l'androïde étant persuadée qu'elle est la véritable agent May. Après avoir été blessée lors d'un combat contre les Watchdogs, elle prend progressivement conscience de sa nature réelle. Elle se trahit en embrassant Coulson, ce que la véritable May n'aurait jamais fait. Elle parvient finalement à livrer le Darkhold comme prévu, mais est abandonnée par son créateur et désactivée par le SHIELD. Réactivée par LMD Coulson, elle a pour mission d'empêcher Jemma et Daisy de fuir, mais elle les laisse s'échapper et se sacrifie afin d'emporter LMD Coulson et LMD Fitz.
LMD Radcliffe
Un androïde créé par le Dr Radcliffe après l'échec d'AIDA à récupérer le Darkhold afin de se protéger. Quand Fitz démasque le plan de Radcliffe et vient l'arrêter, c'est le LMD qu'il embarque. Après une discussion intense avec lui, Fitz comprend soudainement la vérité, d'abord que c'est un androïde, puis qu'il a un cerveau quantique créé à partir d'un scan du cerveau original, ce qui permet de démasquer le LMD May (l'Agent May était la seule autre personne à avoir l'objet d'un tel scan). Il est détruit, en même temps que le premier exemplaire d'AIDA, par le SHIELD.
LMD Coulson, Fitz, Mac et Mace
Des androïdes créés à l'image de Phil Coulson, Leo Fitz, Al Mackenzie et Jeffrey Mace et conçus pour infiltrer le SHIELD et remplacer progressivement ses membres par d'autres LMD, de même que de procéder à l'extermination des Inhumains. LMD Mac et LMD Mace sont détruits par Daisy, tandis que LMD Fitz est détruit par Simmons et que LMD Coulson est détruit par LMD May avec LMD Fitz qui avait été reconstruit entretemps par ses semblables.

### Aliens

#### Confédération
La Confédération est un rassemblement de six leaders représentant six races aliens qui s'opposent à Thanos et qui ont passé un accord avec HYDRA, offrant leur protection à la Terre en échange de gravitonium et d'Inhumains.
Taryan
Père de Kasius et de Kaulnak, et représentant des Krees au sein de la Confédération. Il est le seul qui ait, avec Qovas, accepté Talbot comme représentant de la Terre au sein de la Confédération, Crixon ayant été tué par Talbot et les 3 autres s'étant retirés après ça, et l'informe de la menace de Thanos et du fait que la Confédération n'a jamais eu l'intention de protéger la Terre. Il cherche notamment à recruter Daisy.
Crixon
Il est le représentant des Astrans au sein de la Confédération. Il est considéré comme le plus sage des six leaders par Taryan. Cependant, il commet l'erreur de refuser que Talbot devienne un Leader de la Confédération, dû au fait que ce soit un humain. En guise de réponse, Talbot utilise le Gravitonium pour l'absorber et le tuer.
Estella
Elle est la représentante d'une race extraterrestre inconnue au sein de la Confédération. Elle est aussi la seule Leader à être une femme.
Magei
Il est le représentant des Rajaks au sein de la Confédération.
Joqo
Il est le représentant des Kallusians au sein de la Confédération.
Kasius
C'est le cadet de Tayan qui, après avoir été incapable d'empêcher une défaite militaire stratégique majeure pour son empire, gouverne dans le futur ce qui reste de la Terre après sa destruction par la Destructrice des Mondes. Il conserve l'Humanité en esclavage afin de créer des Inhumains à vendre. À la suite de l'apparition de l'équipe du SHIELD, il perd le contrôle de la situation, allant jusqu'à assassiner son frère, et tente d'exterminer ce qui reste de l'humanité, mais il est empalé par Mack.
Kaulnak
Grand frère de Kasius, il supervise l'empire familial tandis que son cadet est exilé sur ce qui reste de la Terre. Il est envoyé par son père rejoindre son frère afin d'acheter Daisy, qui est surnommée "la Destructrice des Mondes". Quand elle s'évade, il envoie son chasseur personnel la traquer. Il est finalement assassiné par son frère.
Sinara
Il s'agit de la chasseresse personnelle de Kasius. Elle lui sert de garde du corps et accomplit plusieurs missions pour lui. Kasius la fait combattre Daisy, ce qui la blesse profondément, mais elle lui reste fidèle par amour. Elle exécute le chasseur personnel de Faulnak, et refuse l'offre de celui-ci de la rejoindre. Elle traque Daisy et tente de la tuer, mais elle est tuée dans l'affrontement.
Qovas
Il s'agit du représentant des Remorath au sein de la Confédération. Il est le principal interlocuteur auprès du Général Hale et mène l'assaut contre la base secrète du SHIELD appelée "Le Phare", mais voit ses troupes anéanties et son vaisseau abordé par le Général Glenn Talbot, qui est devenu Graviton. Il mène Talbot auprès des autres représentants de la Confédération et sur son ordre jette Coulson et May en prison. Quand il s'évadent, il tente de les tuer, mais May réussit à le vaincre et Deke Shaw reprogramme les missiles de son vaisseau pour qu'ils frappent leur point d'origine, et Qovas meurt dans l'explosion de son propre vaisseau.

#### Autres
Enoch
Il s'agit d'un anthropologue Chronicom envoyé il y a 3 000 ans pour étudier l'humanité. Ayant été averti d'une future Extinction massive causée par la destruction de la Terre, elle-même causée par le Général Talbot devenu Graviton, il organise la sauvegarde de l'espèce humaine, notamment en envoyant l'équipe de Coulson dans le futur et en accompagnant Fitz dans son sommeil cryogénique. Il aide Fitz à se faire passer pour un dangereux mercenaire, puis va chercher May qui avait été envoyée dans le territoire de prédateurs aliens. Il se sacrifie afin de ramener l'équipe de Coulson dans le présent. Le Enoch du Présent est toujours vivant et aide le SHIELD à plusieurs reprises. Dans l'épisode 9 de la Saison 7, il se sacrifie en se désactivant, pour permettre au SHIELD de sortir du vortex temporel et continuer leur mission pour arrêter Malachi.
Noah
Il s'agit du successeur d'Enoch. Il accueille l'équipe de Coulson à son retour dans le présent, et se sacrifie pour protéger Fitz et Daisy d'un dispositif explosif camouflé que le Général Hale avait laissé à leur attention
Lorelei
Il s'agit d'une criminelle asgardienne qui a le pouvoir de séduire les hommes simplement par sa voix et un contact tactile. La plupart tombent sous le charme de sa simple voix, mais pour les mieux entrainés, elle doit les toucher pour les séduire. Elle est capturée et remise à Lady Sif pour être ramenée à Asgard.

### Autres personnages

#### Personnalités politiques
Christian Ward
Le frère aîné de Grant. Sénateur des États-Unis, il appuie Talbot dans sa mission de traque du SHIELD et d'HYDRA. Dans sa jeunesse, il était battu (tout comme son frère Grant) par ses parents. Jaloux de la tranquillité dont jouissait son autre petit frère, Thomas, il oblige Grant à le torturer pour lui. Il est assassiné, ainsi que ses parents, par Grant, qui fait passer son acte pour un double meurtre suivi d'un suicide.
Matthew Ellis
Le Président des États-Unis dans l'univers cinématographique Marvel (vu notamment dans Iron Man 3). Il intervient à quelques reprises, surtout dans la crise des Inhumains. Ainsi, il révèle l'existence de l'ATCU au public et nomme Talbot à sa tête après l'assassinat du prédécesseur de ce dernier ; il autorise le SHIELD à opérer en secret puis le réhabilite après la victoire de l'agence sur Alveus et HYDRA avant de nommer un nouveau directeur. Il intervient auprès du gouvernement russe pour sauver Bobbi et Hunter ; et enfin, il organise une réunion de chefs d'état à Taïwan pour trouver une réponse à l'apparition massive d'Inhumains.
Dimitri Olshenko
Le Premier Ministre du gouvernement russe. Après avoir refusé la création d'un sanctuaire pour Inhumain, il fait l'objet d'une tentative d'assassinat par son propre Ministre de la Défense, le Général Androvitch, qui est un Inhumain. Il est sauvé par le SHIELD, mais contraint Bobby Morse et Lance Hunter à la démission, et ce malgré l'intervention directe du Président Ellis. Après cette tentative d'assassinat, il soutient de facto les Watchdogs en laissant d'anciens agents du SVR les rejoindre.
Ellen Nadeer
Une Sénatrice des États-Unis, présidente de la commission des finances, qui est totalement convaincue que les Inhumains représentent une menace à éradiquer après que sa mère a été tuée par les Chitauris durant la Bataille de New York. Après l'apparition des Inhumains, elle fait une promesse avec son frère : si l'un d'entre eux devenait Inhumains, l'autre le tuera. Elle soutient les Watchdogs en leur fournissant armes, financements et matériel haute technologie, ainsi que des renseignements sur les Inhumains. Elle engage un débat public avec Jeffrey Mace, qu'elle fait chanter peu après. Quand son frère se transforme en Inhumain, elle tient sa promesse et l'exécute. Mais les Watchdogs croient qu'elle pourrait être Inhumaine parce que son frère l'était, et décide d'envoyer un groupe la tester en brisant un cristal terratogène. La réaction ne la transforme pas, mais transforme le chef du groupe, Tucker. Alors qu'elle se lance dans un discours anti-Inhumains, le cocon de Tucker explose, la tuant sur le coup.

#### Civils
Calvin Zabo
De son vrai nom Calvin Johnson, c'est le père de Skye. Médecin de profession, qui soigne notamment les membres de gang, il peut être extrêmement violent et n'hésite pas à tuer pour la simple raison de se calmer les nerfs. Il veut plus que tout récupérer sa fille. Il peut se transformer en "Mister Hyde" sous l'effet de drogues de sa fabrication, acquérant une force et une endurance surhumaines. Il est toujours marié avec la mère de Skye mais s'il est assimilé à la faction inhumaine, ce n'est en fait pas un Inhumain, seulement un humain normal. Après avoir tué sa femme et ainsi mis définitivement fin à l'attaque des Inhumains et avoir sauvé sa fille, il passe par le programme TAHITI et se souvient seulement qu'il est le Dr Winslow, un vétérinaire qui vient tout juste d’emménager.
Ian Quinn
Un puissant homme d'affaires, impliqué dans diverses activités illégales. Il s'installe à Malte parce que l'île interdit toute activité du SHIELD sur son territoire, ce qui lui assure une certaine tranquillité. Il enlève le Dr Hall pour le faire travailler sur ses prototypes basés sur la technologies du gravitonium et s'allie à Garrett pour lancer le projet Deathlok. Dans un flashback de la saison 5, on découvre qu'il a été trahi et tué par Raina qui l'a laissé se faire consumer par le Gravitonium comme Hall.
Thomas Ward
Le benjamin de la famille Ward. N'étant pas battu par ses parents, contrairement à ses deux frères ainés, il est tourmenté essentiellement par Christian Ward, qui oblige aussi Grant à le faire pour lui. Mais c'est Grant qui lui inflige de son propre chef la pire épreuve qu'il ait jamais vécu, alors qu'il l'avait jusqu'ici protégé autant que possible. Il change de nom et de vie, et devient bijoutier afin d'échapper à Grant Ward. Coulson le retrouve et s'en sert pour obliger Grant à se découvrir.
Will Daniels
Un astronaute, envoyé par la NASA, sur l'impulsion de Gideon Malick, sur Maveth avec une équipe pour cartographier la planète. Voyant les autres sombrer dans la folie, il est contraint de les éliminer, et réussit à échapper à Alveus pendant 15 ans. Il aide Jemma Simmons à retrouver le Portail et à s'enfuir, mais il est tué et possédé par l'inhumain. Son corps est détruit par Fitz, le tuant définitivement pour tenter en vain de détruire Alveus en même temps.
Robbie Reyes
Le neveu d'Eli Morrow. À la suite d'une tentative d'assassinat au cours de laquelle il a trouvé la mort (et son frère est devenu paraplégique), il devient le Ghost Rider, chargé la nuit de punir les pêcheur en envoyant leur âmes en enfer, les brulants vifs. Il est le seul à pouvoir s'opposer avec succès aux membres du groupe Momentum transformés en fantôme et élimine cette faction, y compris son propre oncle. Il est très protecteur envers son frère Gabriel.
Gabriel Reyes
Le deuxième neveu d'Eli Morrow et frère de Robbie. À la suite de la tentative d'assassinat ordonné par Joseph Bauer, il finit paraplégique. Il ignore que son frère est le Ghost Rider, et est choqué en découvrant la vérité.
Agnes Kitsworth
L'ancienne compagne de Holden Radcliffe, qui l'a quittée quand il s'est rendu compte que sa tumeur au cerveau était inopérable. Radcliffe base l'apparence d'AIDA sur la sienne. Elle reprend contact avec lui à la demande de Coulson, mais le rejoint afin d'intégrer sa conscience dans la Charpente, peu avant son décès dans le monde réel. Une fois intégrée à la Charpente, elle vit aux côtés de Radcliffe, mais elle est finalement exécutée par Fitz.

## Personnages invités du MCU
Nick Fury
Le Directeur du premier SHIELD, qui se fait passer pour mort et cèdera son poste à Coulson (à la suite des événements de Captain America : Le Soldat de l'hiver) qu'il charge de reconstruire le SHIELD.
Maria Hill
Le bras droit de Fury. Après l'effondrement du SHIELD, elle se met au service de Tony Stark afin de bénéficier de sa protection.
Lady Sif
Une guerrière asgardienne qui vient sur Terre pour traquer des criminels non-humains.